# Habronattus jucundus
Habronattus jucundus är en spindelart som först beskrevs av Peckham, Peckham 1909.  Habronattus jucundus ingår i släktet Habronattus och familjen hoppspindlar. Inga underarter finns listade i Catalogue of Life.